# Tiny Tower
 (juillet 2012).
Si vous disposez d'ouvrages ou d'articles de référence ou si vous connaissez des sites web de qualité traitant du thème abordé ici, merci de compléter l'article en donnant les références utiles à sa vérifiabilité et en les liant à la section « Notes et références ».
Tiny Tower est un jeu vidéo de simulation économique développé par NimbleBit pour iOS et Android.

## Description du jeu
Dans Tiny Tower, le joueur construit une tour dont les habitants sont appelés les bitizens.

### Buts
Le but principal du jeu est de construire la plus haute tour possible. De multiples étages aux fonctionnalités différentes sont disponibles et générés aléatoirement.
Le jeu contient de nombreux buts secondaires :
- des accomplissements (achievements)
- assigner les bitizens à leur métier de rêve
- améliorer l'ascenseur
- accomplir des missions
- aider vos amis

Il est impossible de perdre. Quelles que soient les actions du joueur, il ne peut pas se retrouver bloqué définitivement. L'intérêt du jeu repose donc dans l'attachement du joueur aux habitants de sa tour, et la comparaison des tours entre joueurs, au travers des réseaux sociaux notamment.
Le seul facteur limitant est le temps. Quand il n'a plus d'actions possibles, le joueur doit attendre, quelques minutes ou quelques heures, que la situation dans le jeu se développe. Le jeu est calibré de manière à solliciter plusieurs fois par jour des interventions du joueur au travers des notifications du smartphone.

### Les étages
Les étages sont soit des habitations, soit des commerces. Chaque étage d'habitation peut loger jusqu'à 5 bitizens.
Les commerces, où peuvent travailler jusqu'à trois bitizens, sont divisés en 5 catégories : Restauration, Loisir, Service, Créativité et Vente au détail. Chaque commerce peut vendre jusqu'à trois types de produits en fonction du nombre de bitizens qui y travaillent : s'il n'y qu'un travailleur, alors le magasin ne vendra qu'un produit ; s'il y en a deux, le magasin vendra deux produits, etc.
Les commerces ne peuvent embaucher que des bitizens habitant dans la tour.
Quand le joueur peut choisir entre l'une des cinq catégories de commerce et la catégorie résidentielle pour un étage. Le commerce ou la résidence est alors choisi aléatoirement. Le joueur peut choisir précisément le commerce ou la résidence contre un paiement en billets (Tower Bux).
Le joueur peut repeindre un étage gratuitement.
Le joueur doit lancer lui-même les commandes pour livraison. Le prix des marchandises est alors déduit du compte de pièces du joueur.
Le joueur doit intervenir pour donner l'ordre de déballer les articles quand ils sont livrés.

### Les monnaies
Il existe deux types de monnaie : les pièces et les billets (Tower Bux).
Les pièces sont utilisées pour construire des étages et acheter des produits pour remplir les magasins. Elles sont gagnées lors de la vente des produits, le loyer des bitizens, et par les pourboires lorsque le joueur aide un bitizen dans l’ascenseur.
Les billets servent à accélérer l’approvisionnement et l'emménagement des bitizens, améliorer l'ascenseur, modifier l'apparence du lobby ou du sommet de la tour.
Ces billets, contrairement aux pièces, ne s'obtiennent que lorsque le joueur réalise certaines missions, comme trouver des bitizens dans la tour, aider un bitizen à utiliser l'ascenseur (l'obtention du billet est aléatoire)... Ces billets sont aussi achetables dans la boutique du jeu, contre de l'argent. Les billets peuvent aussi être échangés contre des pièces.

### Les bitizens
Les bitizens viennent visiter les étages de la tour de façon aléatoire, et c'est au joueur de les faire monter via l'ascenseur. Ceux qui se rendent aux commerces sont des clients qui achètent les produits disponibles. Ceux qui se rendent dans les habitations en deviennent des résidents s'il reste de la place, sinon ils sont de simples visiteurs. 
Si un bitizen est envoyé par le joueur à un étage où une action minutée est en cours (construction d'un étage, réapprovisionnement d'un produit), il réduit d'une minute le temps nécessaire à cette action.
Les bitizens résidents dans la tour sont caractérisés par leur humeur. Ils sont tristes s'ils sont au chômage ou s'ils ont un travail qu'ils n'aiment pas. S'ils ont un travail pour lequel ils sont qualifiés, leur humeur est neutre. S'ils obtiennent le travail de leur rêve, alors ils sont heureux et le joueur obtient deux billets (uniquement la première fois que le joueur attribue ce travail au bitizen en question).
Les bitizens ont cinq caractéristiques, qui représentent leurs capacités et leur intérêt à travailler dans un commerce particulier. Ces caractéristiques sont évaluées sur une échelle de 0 à 9, où 9 représente leur capacité et leur enthousiasme maximal.
Le joueur peut modifier l'apparence des bitizens résidents et les déguiser.

### VIP
Les VIP sont des visiteurs qui participent à la croissance de la tour. Ils sont disponibles aléatoirement. Le joueur peut choisir à quel étage il souhaite utiliser leur capacité.
Il existe cinq types de VIP : 
- L'agent immobilier : il remplira les places vacantes dans un étage résidentiel.
- L'ouvrier du bâtiment : il accélérera de 3 heures la construction d'un étage.
- Le livreur : il accélérera de 3 heures la livraison d'un produit.
- La célébrité : il augmentera temporairement le nombre de clients d'un commerce. Depuis la MAJ 3.04, la célébrité permet de changer le job de rêve d'un habitant en celui de son travail actuel.
- Le grand dépensier : il achètera tous les produits d'une même catégorie.